# Namounou
Namounou è un dipartimento del Burkina Faso classificato come comune, situato nella Provincia di Tapoa, facente parte della Regione dell'Est.
Il dipartimento si compone del capoluogo e di altri 7 villaggi: Diamoanyouli, Goangoana, Kogodi, Palboa, Tantankilé, Tikonti e Timambari.